# 통곡의 벽

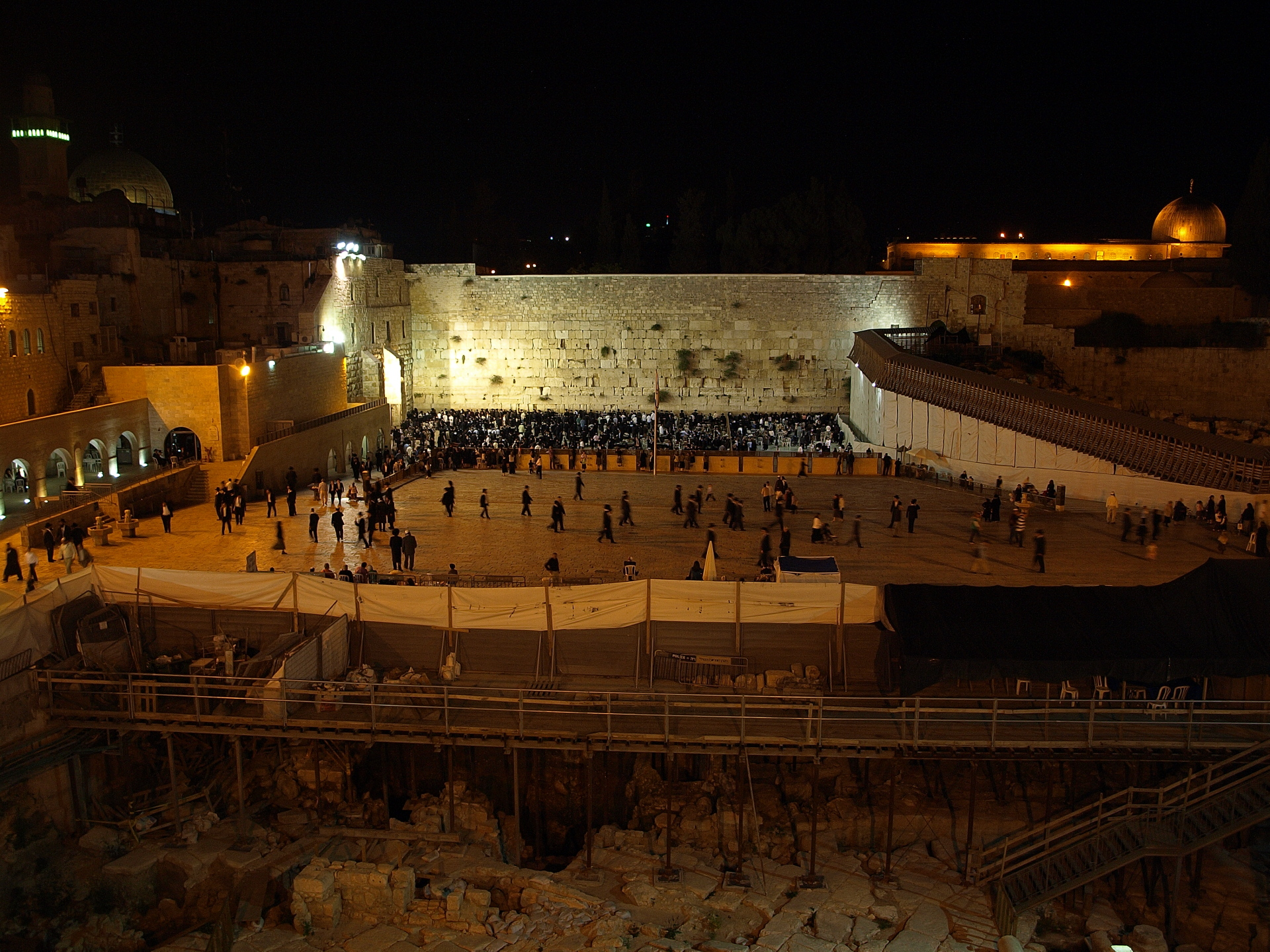
통곡의 벽

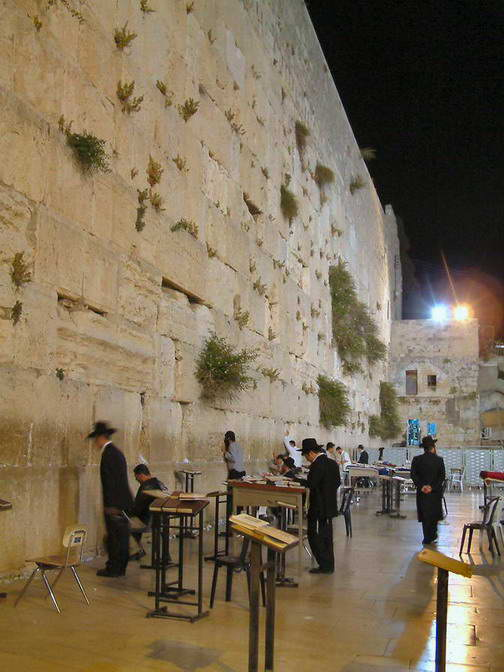
통곡의 벽

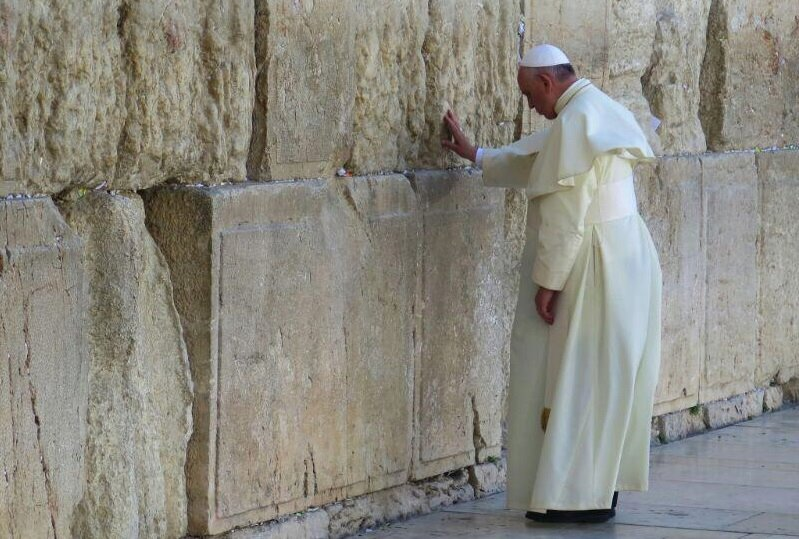

통곡의 벽(Wailing Wall), 서벽(Western Wall), 또는 코텔(Kotel, 히브리어: הַכֹּתֶל הַמַּעֲרָבִי, HaKotel HaMa'aravi; 아스케나짐 히브리어 발음: Kosel; 아랍어:حائط البراق Ḥā'iṭ Al-Burāq)은 예루살렘에 있는 유대교와 이슬람교의 성지이다. 구 예루살렘 시가지의 동편에 있으며, 돌로 이루어진 고대 이스라엘의 신전의 서쪽 벽의 일부로, 유대인들은 신전의 상실을 슬퍼하고 재건하는 것을 바라고 있다. 이슬람교도들도 이곳을 역시 바위의 돔 모스크 다음으로 가는 성지로 여기고 있다.
이 통곡의 벽에 소원을 적은 종이를 끼워 넣으면 성취가 더 잘 된다는 이야기가 있다.

## 개요
헤롯왕이 예루살렘 신전을 중개축할 때 구축한 신전 서쪽 옹벽의 일부이다. 오늘날 남아 있는 벽의 지상부분은 길이 약 50m, 높이 약 20m. 로마에 대한 절망적인 반란이 비극으로 끝난 뒤 유대인은 예루살렘에 들어가는 것이 금지되었다. 4세기에야 그들은 1년에 한번 신전이 파괴된 날로 전하는 아빕월(유대력 5월) 9일에 허물어진 신전을 찾아가 신전의 소실과 나라의 멸망을 슬퍼하고 애통하는 것이 허용되었다. 나중에 신전터에 이슬람 성소가 건설되어 통곡의 장소는 서쪽 벽으로 옮겨져 오늘에 이르고 있다. 1948년 예루살렘이 이스라엘과 요르단으로 분할되면서 이 성벽은 요르단 측에 속하였으나 67년 제3차 중동전쟁에서 이스라엘이 구시가지를 점령하여 통곡의 벽을 장악하였다. 유대교의 가장 인상깊은 상징물이다.